# Anna Wildingová
Anna Wildingová (nepřechýleně Anna Wilding; * Christchurch) je americko-novozélandská režisérka, herečka, producentka a fotografka. Kromě herectví a filmové produkce působila Wildingová během Obamovy vlády jako korespondentka, reportérka a fotografka v Bílém domě. Wildingová vytvořila celovečerní dokumentární film Buddha Wild. V roce 2019 uskutečnila putovní výstavu fotografií Celebrate Hope. Na výstavě byly její fotografie prezidenta Baracka Obamy a jeho rodiny.

## Kariéra
Anna Wildingová režírovala nebo koprodukovala rocková hudební videa, například i včetně filmů Moana a Moahunters a David Parker.
V roce 2006 Wildingová režírovala, napsala, produkovala a objevila se v dokumentárním filmu Buddha Wild: Monk in a Hut, který popisoval životy thajských a srílanských buddhistických mnichů. Kromě režie celovečerního dokumentárního filmu Buddha Wild: Monk in a Hut absolvovala Wildingová kamerové povinnosti, produkci, hostování a psaní filmového scénáře.
Wildingová sloužila jako korespondentka, reportérka a fotografka v Bílém domě během Obamovy vlády, absolvovala samostatnou výstavu fotografií s názvem Celebrate Hope: the Obama Collection, která byla vystavena v uměleckém centru Palos Verde a galerie Perfect Exposure Gallery v Alhambře v Kalifornii.
V roce 2004 Wildingová podala stížnost na Novozélandskou tiskovou radu proti The Press, protože nezveřejňovala její tiskové zprávy ani s ní nevykonávala pohovory. Paul Thompson odpověděl jménem novin s tím, že nejsou povinni s ní dělat pohovory. Tisková rada souhlasila a neviděla žádné důvody, na jejichž základě by bylo možné stížnosti vyhovět.
Wildingová je zakladatelkou Moving Horse Pictures a nezávislé filmové společnosti Carpe Diem Films.

## Život
Wildingová hrála za juniory závodně tenis. Její prastrýc Anthony Wilding, který hrál tenis na úrovni světové jedničky, byl zabit v akci během první světové války. Anna Wildingová zkoumá a chrání dědictví Anthonyho Wildinga.
Wildingová se ve svých šestnácti letech přestěhovala z Nového Zélandu do Spojených států, aby pokračovala v herecké kariéře.

## Vybraná filmografie
Níže jsou uvedeny vybrané filmografie a mediální vystoupení Anny Wildingové: 
Filmy
- Buddha Wild: Monk in a Hut (režie)
- Faultline
- Pop Culture Punk Art